# Wladimir Dawidowitsch Aschkenasi

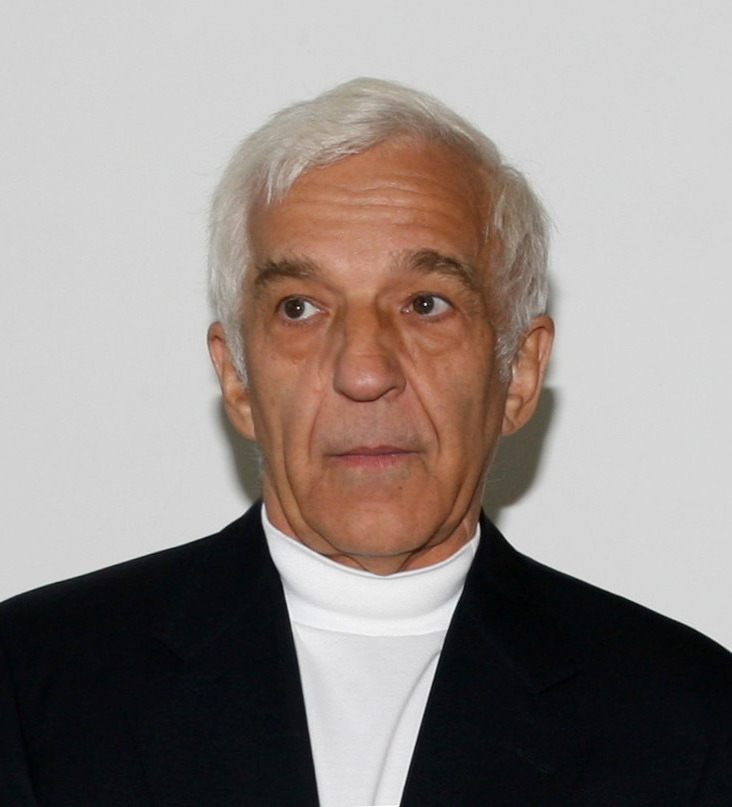
Wladimir Aschkenasi (2007)

Wladimir Dawidowitsch Aschkenasi (russisch Владимир Давидович Ашкенази, wiss. Transliteration Vladimir Davidovič Aškenazi, auch unter der englischen Transkription Vladimir Ashkenazy bekannt; * 6. Juli 1937 in Gorki, Sowjetunion) ist ein russischer Pianist und Dirigent mit isländischer Staatsbürgerschaft ab 1972. Seit 1978 lebt er in Meggen LU, Schweiz.

## Leben
Wladimir Aschkenasi stammt aus einer musikalischen Familie. Sein jüdischer Vater David Aschkenasi war Pianist in der Unterhaltungsbranche; seine Mutter Jewstolia Grigorjewna, geborene Plotnowa, war Schauspielerin und Tochter einer russischen Landarbeiterfamilie. Im Jahre 1943 übersiedelte die Familie nach Moskau, wo sie sich 13 Jahre lang eine Wohnung mit anderen Familien teilen musste. Im Alter von sechs Jahren begann Aschkenasi das Klavierspiel und zeigte sich als frühes Talent. Als Absolvent des renommierten Moskauer Konservatoriums gewann er 1955 den zweiten Preis beim Chopin-Wettbewerb in Warschau. 1956 durfte er erstmals in den Westen reisen, um am Wettbewerb Concours Reine Elisabeth in Brüssel teilzunehmen. Dort gewann er den ersten Preis, ebenso wie 1962 beim Internationalen Tschaikowsky-Wettbewerb in Moskau. 1961 heiratete er die Isländerin Þórunn (Dódý) Jóhannsdóttir, die am Konservatorium in Moskau Klavier studierte. Von 1968 bis 1978 lebte er in Island, dem Geburtsland seiner Ehefrau. Während dieser Zeit entwickelte er seine Fähigkeiten als Dirigent.
Aschkenasi hat mit seiner Frau fünf Kinder, darunter zwei Söhne, welche die musikalische Tradition der Familie weiterführen: Dimitri Ashkenazy tritt als Klarinettist, Wowka Aschkenasi als Pianist auf.

## Musikalisches Wirken
Aschkenasi verfügt über ein traditionelles, sehr umfassendes Klavierrepertoire, meidet aber zeitgenössische Musik. Eigenen Angaben zufolge hat er kleine Hände und kurze Finger, spielt aber auch viele Werke, die für große Hände konzipiert sind, wie die meisten von Rachmaninow.
Seine pianistische Aufnahmetätigkeit ist sehr umfangreich, angefangen mit beiden Bänden des Wohltemperierten Klaviers über alle Mozart-Klavierkonzerte, Beethovens sämtliche Klavier-, Violin- und Violoncellosonaten (letztere mit Itzhak Perlman bzw. Lynn Harrell), Klavierkonzerte und Klaviertrios (letztere mit Itzhak Perlman und Lynn Harrell), den Großteil des Klavierwerks von Chopin und Schumann, alle Skrjabin-Klaviersonaten bis zu allen Prokofjew- und Bartók-Klavierkonzerten sowie vielen weiteren Werken. Einen weiteren Schwerpunkt bildet das Werk von Sergej Rachmaninow: Hier hat Aschkenasi nicht nur alle wesentlichen Solo-Klavierwerke und alle Klavierkonzerte (diese bis zu viermal) eingespielt, sondern auch alle Lieder (mit Elisabeth Söderström), annähernd alle Werke für 2 Klaviere (mit André Previn) sowie die wesentlichen Orchesterwerke einschließlich der Klavierkonzerte (letztere mit Jean-Yves Thibaudet am Klavier) als Dirigent geleitet. Außerdem war er erster Präsident der Rachmaninoff Society.
Ab 1978 begann Aschkenasi seine Tätigkeit als Dirigent. Von 1987 bis 1994 war er Leiter des Royal Philharmonic Orchestra. Von 1989 bis 1999 leitete er außerdem als Nachfolger von Riccardo Chailly das Deutsche Symphonie-Orchester Berlin. Danach hatte er bis zum Jahre 2003 die Leitung der Tschechischen Philharmonie inne und bis 2007 die Leitung des NHK-Sinfonieorchesters Tokio. Von 2009 bis 2014 war er Chefdirigent des Sydney Symphony Orchestra.
An Tonaufnahmen als Dirigent sind unter anderem alle Sinfonien von Felix Mendelssohn Bartholdy, Jean Sibelius, Alexander Skrjabin, Sergej Rachmaninow und vor allem Dmitri Schostakowitsch sowie viele Orchesterwerke von Richard Strauss zu nennen.

## Auszeichnungen
- 1955: Zweiter Preis beim Chopin-Wettbewerb Warschau
- 1956: Erster Preis beim Concours Reine Elisabeth Brüssel
- 1962: Geteilter erster Preis beim Tschaikowski-Wettbewerb Moskau
- 1971: Ritter des Falkenordens
- 1979: Grammy für beste Kammermusikdarbietung für die Beethoven-Violinsonaten (mit Itzhak Perlman)
- 1982: Grammy für beste Kammermusikdarbietung für das Tschaikowski-Klaviertrio (mit Itzhak Perlman und Lynn Harrell)
- 1986: Grammy für beste Instrumentaldarbietung für Ravel: Gaspard de la nuit, Pavane pour une infante défunte, Valses nobles et sentimentales
- 1988: Grammy für beste Kammermusikdarbietung für die Beethoven-Klaviertrios (mit Itzhak Perlman und Lynn Harrell)
- 1988: Kommandeur des Falkenordens
- 1997: Verdienstorden des Landes Berlin
- 2000: Grammy für beste Instrumentaldarbietung für Schostakowitsch: 24 Präludien und Fugen
- 2001: Hanno R. Ellenbogen Citizenship Award der Prague Society for International Cooperation und Global Panel Foundation
- 2018: Großkreuz des Falkenordens